# Trepobates subnitidus
Trepobates subnitidus är en insektsart som beskrevs av Teiso Esaki 1926. Trepobates subnitidus ingår i släktet Trepobates och familjen skräddare. Inga underarter finns listade i Catalogue of Life.